# Ferdinand Philipp von Droste zu Erwitte

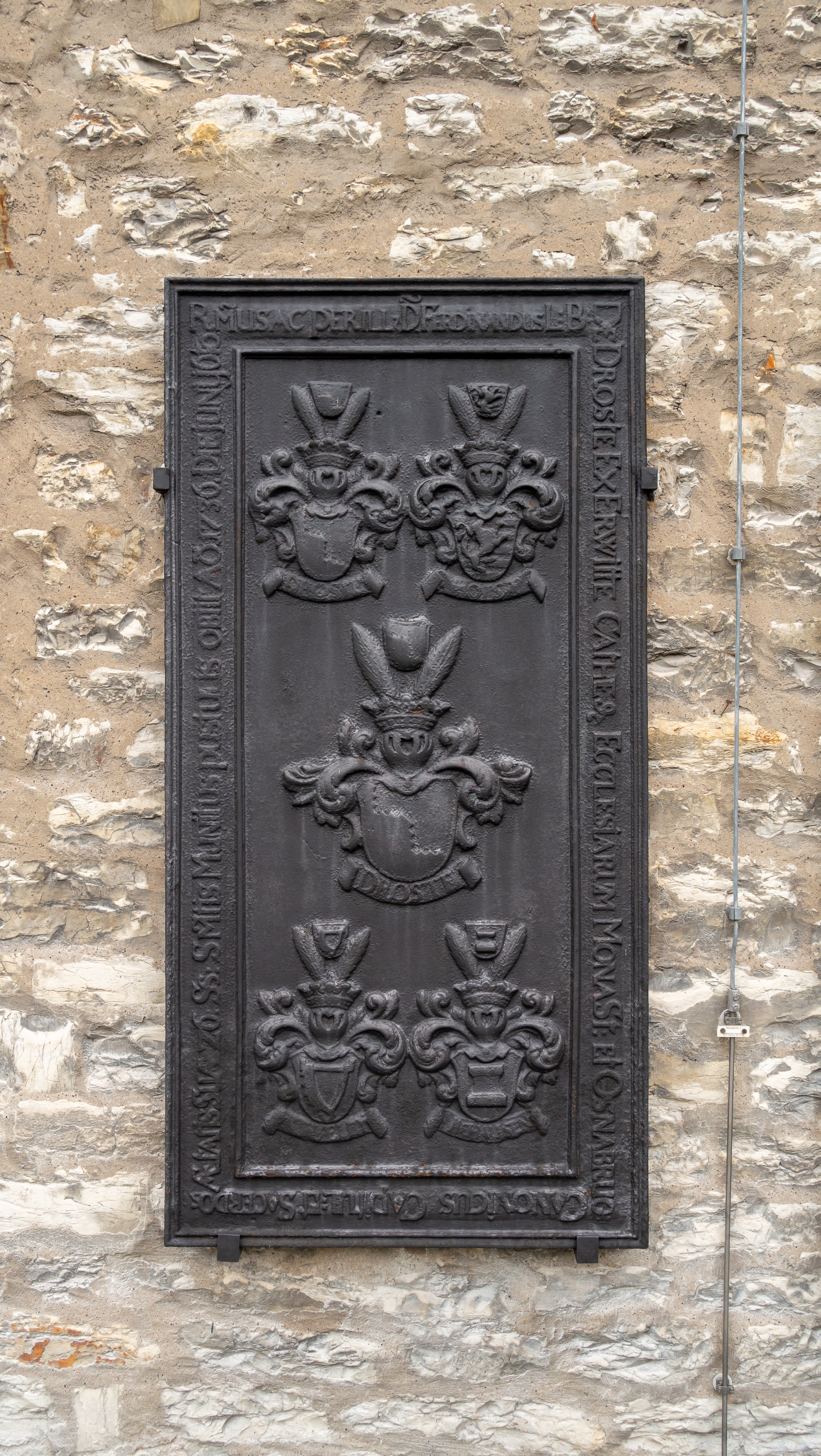
Grabplatte an der Gaukirche in Paderborn

Ferdinand Philipp von Droste zu Erwitte (* 27. Juni 1710; † 6. Juni 1736) war Domherr in Münster und Osnabrück.

## Leben

### Herkunft und Familie
Ferdinand Philipp von Droste zu Erwitte entstammte dem alten westfälischen Adelsgeschlecht Droste zu Erwitte, welches in der Mitte des 18. Jahrhunderts erlosch und seinen Namen nach dem Haus Erwitte trug. Er war der Sohn des kurkölnischen Landrosten Ferdinand Caspar von Droste zu Erwitte († 1728) und dessen Gemahlin Juliana Elisabeth von Ketteler zu Middelburg. Sein Bruder Engelbert Dietrich (1725–1769) war Dompropst in Hildesheim und Landdrost des Herzogtums Westfalen. Sein Onkel Benedikt Wilhelm Arnold war Domherr in Paderborn, Geheimer Rat, Landdrost, Onkel Ferdinand Friedrich (1683–1728) Domherr in Paderborn und Münster.

### Wirken
Nach einem Biennium in Rom, welches Voraussetzung für die Ausübung eines geistlichen Berufs war, erhielt Ferdinand Philipp im Jahre 1728 durch päpstlichen Zuspruch ein Domkanonikat in Münster. Drei Jahre später wurde er auch Domherr in Osnabrück. Ferdinand Philipp war auch Subdiakon. Er starb nach längerer Krankheit im frühen Alter von 25 Jahren. Er wurde in der Josefskapelle in Paderborn beigesetzt. Seine Grabplatte befindet sich heute an der Gaukirche in Paderborn.